# کبودچشمه
کبودچشمه، روستایی از توابع بخش مرکزی شهرستان ابهر در استان زنجان ایران است.در این روستا چشمه تاریخی به نام «ارندر» وجود دارد که آبش از میان سنگ های کبود رنگ تامین می‌شود.ارندر دارای سنگ های سیاه و کبود است و به همین دلیل نام این روستا کبود چشمه است.

## جمیعت
این روستا در دهستان صائین‌قلعه قرار دارد و براساس سرشماری مرکز آمار ایران در سال ۱۳۸۵، جمعیت آن ۱٬۰۱۵ نفر (۲۴۳خانوار) بوده‌است.